# The Brooklyner
The Brooklyner es un rascacielos en 111 Lawrence Street en Downtown Brooklyn, Nueva York (Estados Unidos). Fue construido en 2010 por Clarett Group y diseñado por GKV Architects, con WSP Cantor Seinuk (Structural Engineers) y Langan Engineering (Geotechnical Engineers), y se convirtió en el moment de su inauguración en el edificio más alto del distrito (superó a la Williamsburgh Savings Bank Tower, que tuvo el título durante más de 80 años). Más tarde, en 2014, el Brooklyner fue superado por 388 Bridge Street como el rascacielos más alto de Brooklyn.
La estructura contiene 491 unidades de alquiler y actualmente es administrada por Equity Residential. El edificio tiene 51 pisos y 157 metros de altura.

## Galería

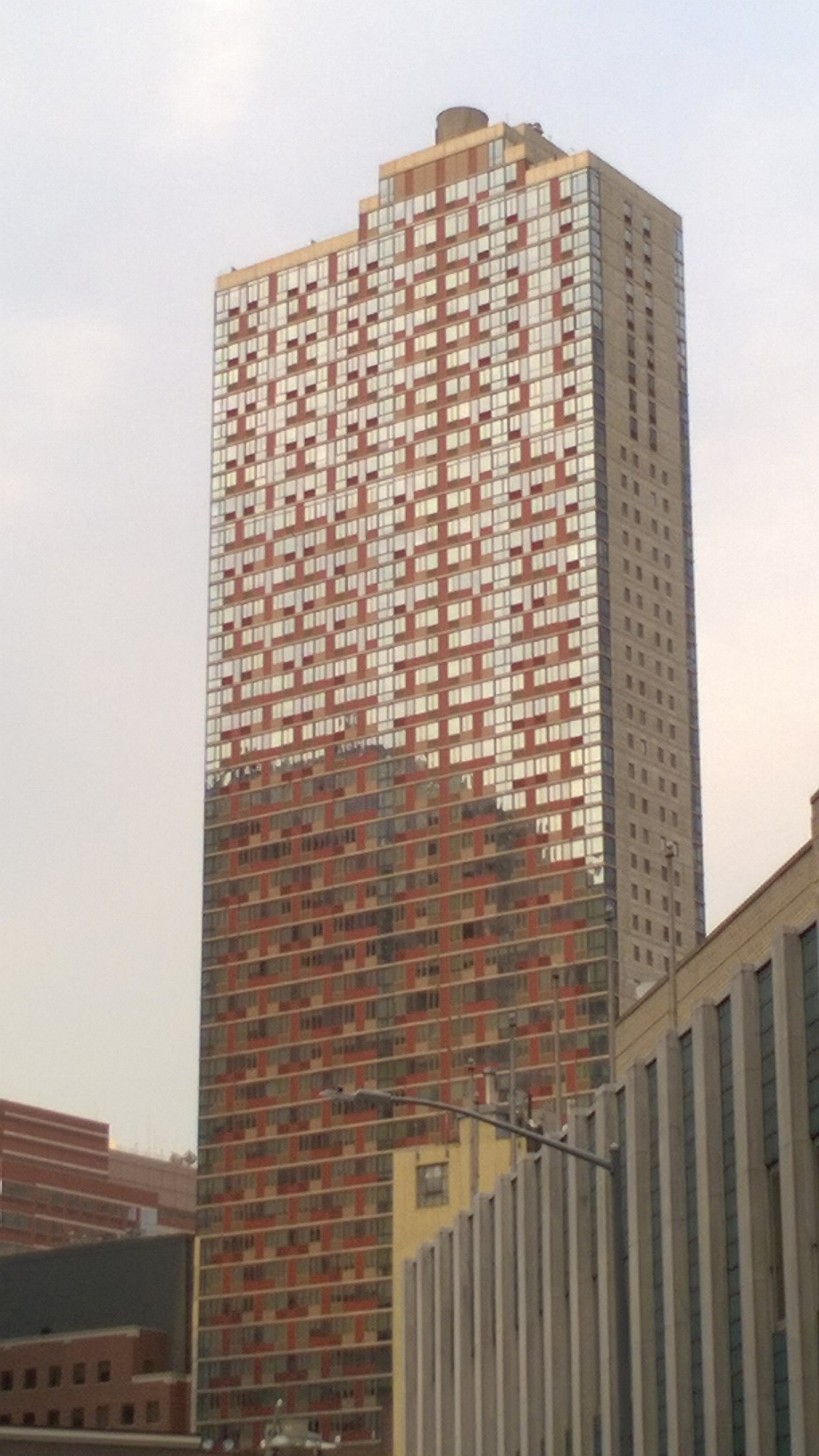
Fachada frontal del edificio mirando al noreste desde Red Hook Lane.
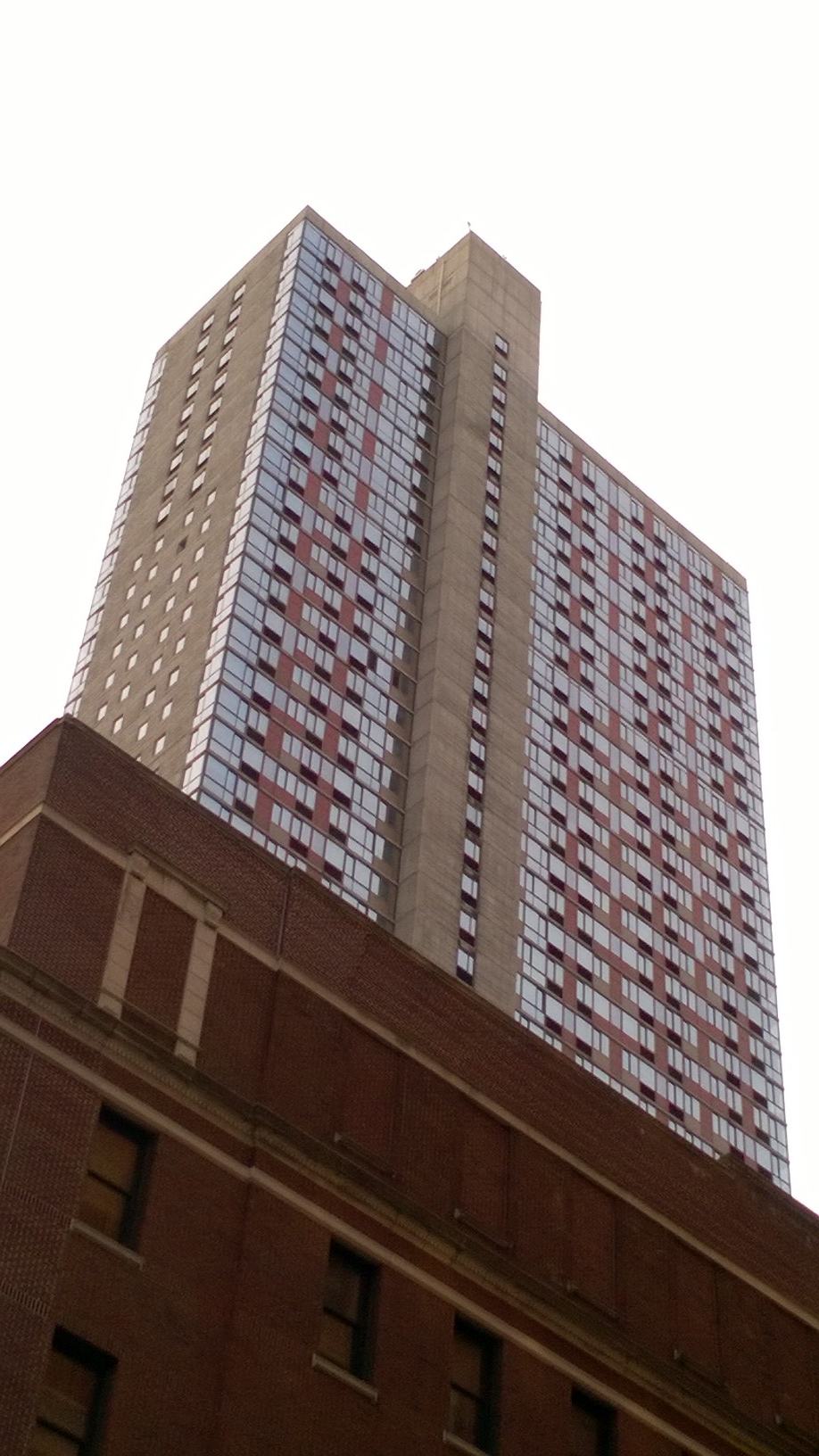
Fachada trasera de hormigón del edificio mirando al oeste.
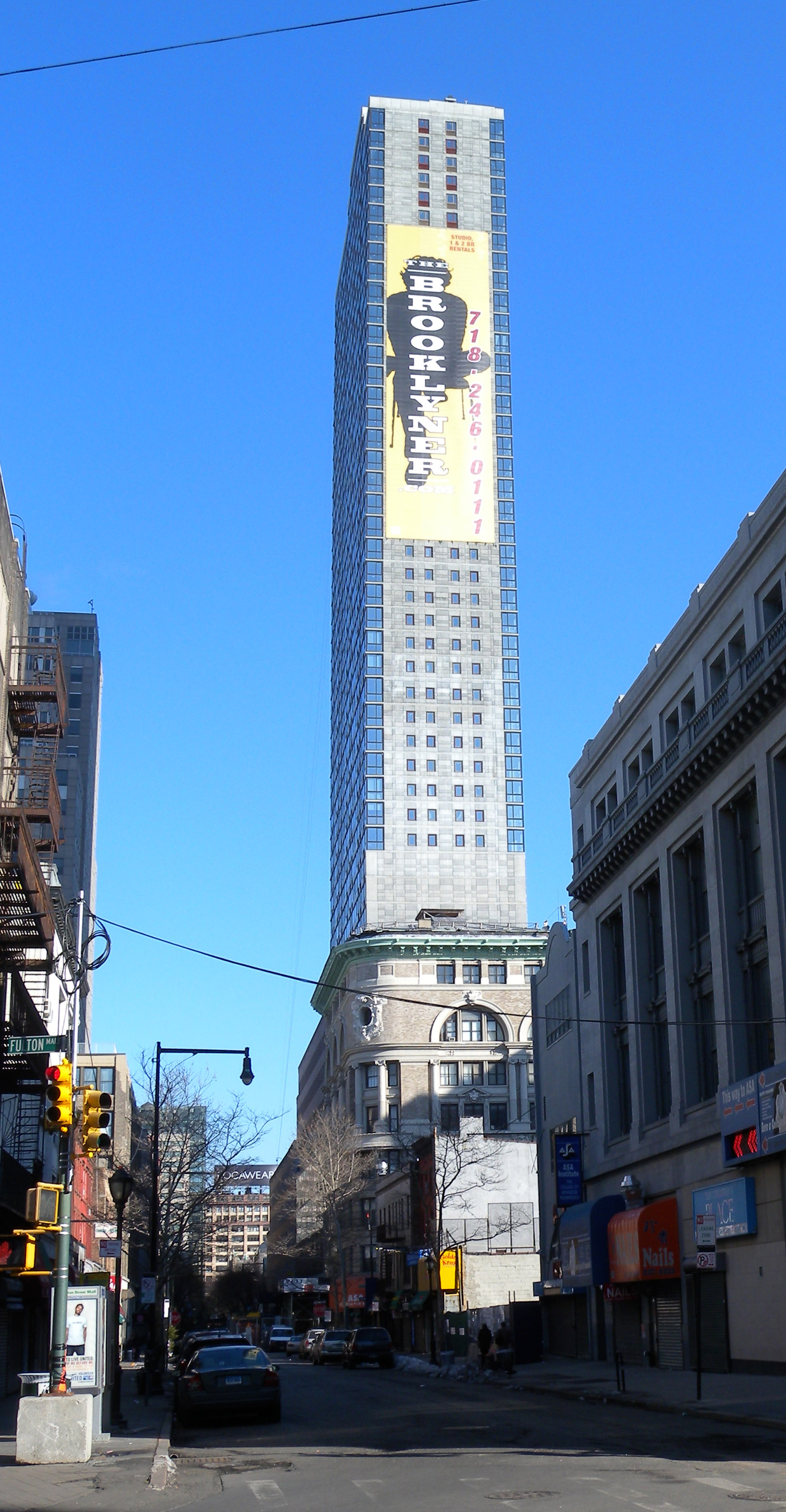
Toma exterior lateral mirando hacia el norte en Lawrence Street.